# لوئیستون (شهرک)، نیویورک
لوئیستون (به انگلیسی: Lewiston) یک شهرک در ایالات متحده آمریکا است که در شهرستان نیاگارا، نیویورک واقع شده‌است. لوئیستون ۱۰۶٫۵۳ کیلومتر مربع مساحت و ۱۶٬۲۶۲ نفر جمعیت دارد.